# Muriel
Muriel  è un nome proprio di persona inglese, irlandese e francese femminile.

## Varianti
- Francesi: Murielle[1]
- Inglesi: Meriel[1], Murial[2], Merle[1], Merla[1], Meryl[1]
  - Maschili: Merrill[3], Merle[4], Muriel (raro)[2]
  - Diminutivi femminili: Merletta[1]
- Irlandesi: Muirgheal[1], Muirgel[1]
- Italiane: Muriella[5]

### Varianti in altre lingue
- Norreno: Myrgjöl[1]
- Scozzese: Muireall[1]

## Origine e diffusione
È una forma inglese medievale di un nome celtico probabilmente correlato a quello irlandese Muirgel. Muirgel significa "mare brillante", da muir, "mare" (elemento presente anche nel nome Myrna), e geal, "brillante".
Fu introdotto in Inghilterra dalla Bretagna dai Normanni, e fu reso celebre da un personaggio nel romanzo del 1856 di Dinah Craik John Halifax, Gentlemen. Il nome Mira può in alcuni casi costituire una forma contratta di Muriel; alcune fonti collegano inoltre a Muriel anche il nome Marilla.
La variante maschile e femminile Merle è stata influenzata dal termine francese merle, "merlo", mentre Meryl ha assunto questa forma probabilmente su imitazione di Cheryl. La variante maschile Merrill si è originata propriamente da un cognome derivato da Muriel.

## Onomastico
Il nome è adespota, non essendo portato da alcuna santa, quindi l'onomastico ricade il 1º novembre, giorno di Ognissanti.

## Persone

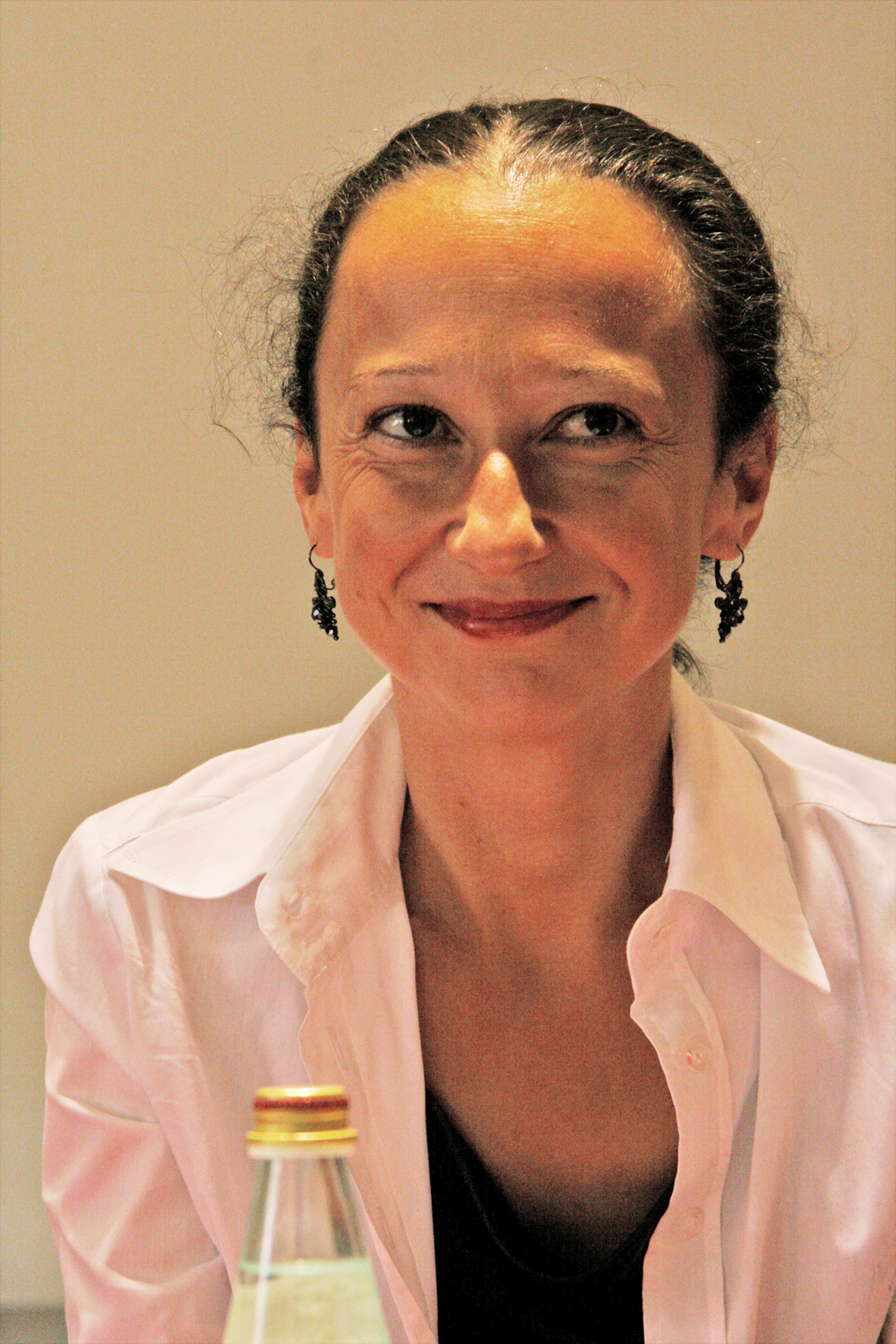
Muriel Barbery

- Muriel Barbery, scrittrice francese
- Muriel Baumeister, attrice austriaca
- Muriel Frances Dana, attrice statunitense
- Muriel Duckworth, pacifista, femminista e attivista canadese
- Muriel Freeman, schermitrice britannica
- Muriel Hurtis, atleta francese
- Muriel Ostriche, attrice statunitense
- Muriel Sarkany, arrampicatrice belga
- Muriel Spark, scrittrice scozzese

### Varianti femminili
- Merle Esken, schermitrice estone

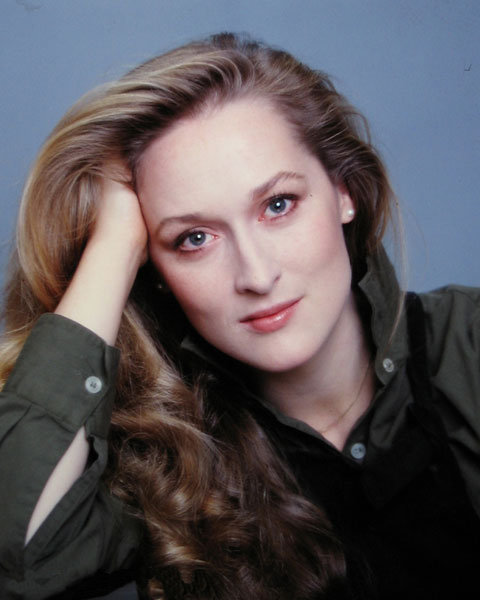
Meryl Streep

- Merle Oberon, attrice britannica naturalizzata statunitense
- Meryl O'Hara Wood, tennista australiana
- Meryl Streep, attrice, doppiatrice e produttrice cinematografica statunitense

### Variante maschile Merrill
- Merrill Cook, politico statunitense
- Merrill De Maris, fumettista statunitense
- Merrill Moses, pallanuotista statunitense

### Variante maschile Merle

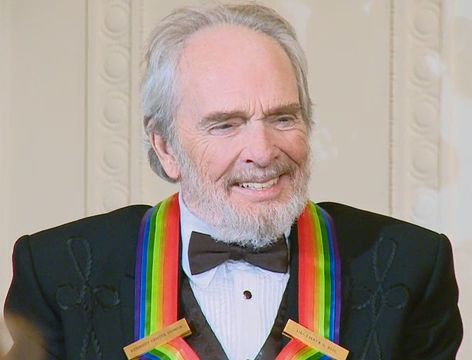
Merle Haggard

- Merle Allin, musicista statunitense
- Merle Curti, storico statunitense
- Merle Haggard, cantante statunitense
- Merle Kilgore, cantante e manager statunitense
- Merle Randall, chimico e fisico statunitense
- Merle Travis, chitarrista e cantante statunitense

### Altre varianti maschili
- Muriel Gustavo Becker, calciatore brasiliano

## Il nome nelle arti
- Chandler Bing della serie televisiva Friends di secondo nome si chiama Muriel
- Muriel è un personaggio della serie televisiva Zack e Cody al Grand Hotel.
- Muriel è un personaggio del manhwa Model.
- Muriel Arrowsmith è un personaggio del film del 1965 Amanti d'oltretomba, diretto da Mario Caiano.
- Muriel Bagge è il nome inglese (originale) di Marilù, personaggio della serie animata Leone il cane fifone (Courage The Cowardly Dog).
- Muriel Blandings è un personaggio del film del 1948 La casa dei nostri sogni, diretto da Henry C. Potter.
- Muriel Brown è un personaggio del film del 1971 Le due inglesi, diretto da François Truffaut.
- Muriel Carew è un personaggio del film del 1931 Il dottor Jekyll, diretto da Rouben Mamoulian.
- Muriel Goldman è un personaggio della serie televisiva I Griffin.
- Muriel Pritchett è un personaggio del film del 1988 Turista per caso, diretto da Lawrence Kasdan.
- Meryl Silverburgh è un personaggio della serie di videogiochi Metal Gear.
- Muriel St. Clair è un personaggio del romanzo di S. S. Van Dine La strana morte del signor Benson.
- Muriel Weasley è un personaggio dei romanzi della serie Harry Potter, scritti da J. K. Rowling.
- Le nozze di Muriel è un film del 1994 diretto da P. J. Hogan.

## Toponimi
- Muriel è un insediamento rurale nella provincia del Mashonaland Ovest nello Zimbabwe.
- Muriel, Muriel de la Fuente e Muriel Viejo sono comuni spagnoli nella comunità autonoma di Castiglia e León.
- 2982 Muriel è un asteroide della fascia principale.